# Julia Krass
Julia Krass (* 7. Juni 1997 in Danbury, New Hampshire) ist eine US-amerikanische Freestyle-Skierin. Sie startet in den Disziplinen Halfpipe, Slopestyle und Big Air.

## Werdegang
Krass nimmt seit 2011 an Wettbewerben der AFP World Tour und der FIS teil. Dabei erreichte sie im Februar 2011 bei The North Face Park and Pipe Open Series in Waterville Valley mit dem zweiten Platz in der Halfpipe und im Slopestyle ihre ersten Podestplatzierungen. In der Saison 2011/12 errang sie bei der US Revolution Tour in Otsego und am Mount Snow jeweils den dritten Platz im Slopestyle und im Januar 2013 in North Star den zweiten Platz im Slopestyle. Ihr Debüt im Weltcup hatte sie im Januar 2013 in Copper Mountain, das sie auf dem 35. Platz im Slopestyle beendete. Bei den Juniorenweltmeisterschaften 2013 in Chiesa in Valmalenco wurde sie Fünfte im Slopestyle. In der Saison 2013/14 siegte sie beim US Grand Prix in Park City und bei North Face Park and Pipe Open Series im Heavenly Mountain Resort jeweils im Slopestyle und errang bei der Dew Tour in Breckenridge den dritten Platz im Slopestyle. Beim Saisonhöhepunkt, den Olympischen Winterspielen 2014 in Sotschi, fuhr sie auf den 11. Platz im Slopestyle. Im folgenden Jahr wurde sie bei den Winter-X-Games in Aspen Fünfte im Slopestyle.
Ende Januar 2019 erreichte Krass mit dem dritten Platz im Slopestyle auf der Seiser Alm ihre erste Podestplatzierung im Weltcup. Bei der Weltmeisterschaft 2019 in Park City gewann sie die Silbermedaille im Big Air.